# GT World Challenge Europe Sprint Cup 2022
Il Fanatec GT World Challenge Europe Sprint Cup 2022 è stata la decima stagione del GT World Challenge Europe Sprint Cup in seguito alla fine del Campionato mondiale FIA GT1 di SRO Motorsports Group (una serie di corse automobilistiche per auto gran turismo), il terzo con la sponsorizzazione di Fanatec. La stagione è iniziata il 30 aprile al Circuito di Brands Hatch ed è terminata il 18 settembre al Circuito di Valencia.

## Calendario
| Round | Circuito                                                        | Data               |
| ----- | --------------------------------------------------------------- | ------------------ |
| 1     | Circuito di Brands Hatch, Kent, Regno Unito                     | 30 aprile-1 maggio |
| 2     | Circuito di Nevers Magny-Cours, Magny-Cours, Francia            | 13-15 maggio       |
| 3     | Circuito di Zandvoort, Zandvoort, Paesi Bassi                   | 17-19 giugno       |
| 4     | Misano World Circuit Marco Simoncelli, Misano Adriatico, Italia | 1-3 luglio         |
| 5     | Circuito di Valencia, Cheste, Spagna                            | 16-18 settembre    |

## Team e Piloti
| Team                               | Auto                        | No. | Piloti                   | Classe | Round    |
| ---------------------------------- | --------------------------- | --- | ------------------------ | ------ | -------- |
| Tresor by Car Collection           | Audi R8 LMS Evo II          | 11  | Simon Gachet             | P      | Tutti    |
| Tresor by Car Collection           | Audi R8 LMS Evo II          | 11  | Christopher Haase        | P      | Tutti    |
| Tresor by Car Collection           | Audi R8 LMS Evo II          | 12  | Mattia Drudi             | P      | Tutti    |
| Tresor by Car Collection           | Audi R8 LMS Evo II          | 12  | Luca Ghiotto             | P      | 1-3, 5   |
| Tresor by Car Collection           | Audi R8 LMS Evo II          | 12  | Lorenzo Patrese          | P      | 4        |
| GSM Novamarine                     | Lamborghini Huracán GT3 Evo | 18  | Isaac Tutumlu            | S      | 1-2      |
| GSM Novamarine                     | Lamborghini Huracán GT3 Evo | 18  | Gerhard Tweraser         | S      | 1-2      |
| GSM Novamarine                     | Lamborghini Huracán GT3 Evo | 18  | Danny Kroes              | S      | 3-5      |
| GSM Novamarine                     | Lamborghini Huracán GT3 Evo | 18  | Lucas Mauron             | S      | 3        |
| GSM Novamarine                     | Lamborghini Huracán GT3 Evo | 18  | Daan Pijl                | S      | 4        |
| GSM Novamarine                     | Lamborghini Huracán GT3 Evo | 18  | Joshua John Kreuger      | S      | 5        |
| GSM Novamarine                     | Lamborghini Huracán GT3 Evo | 12  | Mattia Drudi             | P      | Tutti    |
| GSM Novamarine                     | Lamborghini Huracán GT3 Evo | 12  | Luca Ghiotto             | P      | 1-3, 5   |
| GSM Novamarine                     | Lamborghini Huracán GT3 Evo | 12  | Lorenzo Patrese          | P      | 4        |
| AF Corse                           | Ferrari 488 GT3 Evo 2020    | 21  | Cedric Sbirrazzuoli      | PA     | Tutti    |
| AF Corse                           | Ferrari 488 GT3 Evo 2020    | 21  | Hugo Delacour            | PA     | 1-2, 4-5 |
| AF Corse                           | Ferrari 488 GT3 Evo 2020    | 21  | Stefano Costantini       | PA     | 3        |
| AF Corse                           | Ferrari 488 GT3 Evo 2020    | 52  | Andrea Bertolini         | PA     | Tutti    |
| AF Corse                           | Ferrari 488 GT3 Evo 2020    | 52  | Louis Machiels           | PA     | Tutti    |
| AF Corse                           | Ferrari 488 GT3 Evo 2020    | 53  | Pierre-Alexandre Jean    | S      | Tutti    |
| AF Corse                           | Ferrari 488 GT3 Evo 2020    | 53  | Ulysse de Pauw           | S      | Tutti    |
| Saintéloc Junior Team              | Audi R8 LMS Evo II          | 25  | Patric Niederhauser      | P      | Tutti    |
| Saintéloc Junior Team              | Audi R8 LMS Evo II          | 25  | Aurélien Panis           | P      | Tutti    |
| Saintéloc Junior Team              | Audi R8 LMS Evo II          | 26  | Nicolas Baert            | S      | Tutti    |
| Saintéloc Junior Team              | Audi R8 LMS Evo II          | 26  | Gilles Magnus            | S      | 1-3, 5   |
| Saintéloc Junior Team              | Audi R8 LMS Evo II          | 26  | Lucas Légeret            | S      | 4        |
| Team WRT                           | Audi R8 LMS Evo II          | 30  | Benjamin Goethe          | S      | Tutti    |
| Team WRT                           | Audi R8 LMS Evo II          | 30  | Thomas Neubauer          | S      | Tutti    |
| Team WRT                           | Audi R8 LMS Evo II          | 32  | Dries Vanthoor           | P      | Tutti    |
| Team WRT                           | Audi R8 LMS Evo II          | 32  | Charles Weerts           | P      | Tutti    |
| Team WRT                           | Audi R8 LMS Evo II          | 33  | Christopher Mies         | P      | Tutti    |
| Team WRT                           | Audi R8 LMS Evo II          | 33  | Jean-Baptiste Simmenauer | P      | Tutti    |
| Team WRT                           | Audi R8 LMS Evo II          | 46  | Valentino Rossi          | P      | Tutti    |
| Team WRT                           | Audi R8 LMS Evo II          | 46  | Frédéric Vervisch        | P      | Tutti    |
| Jota Sport                         | McLaren 720S GT3            | 38  | Rob Bell                 | P      | 1        |
| Jota Sport                         | McLaren 720S GT3            | 38  | Oliver Wilkinson         | P      | 1        |
| Dinamic Motorsport                 | Porsche 911 GT3 R           | 54  | Adrien de Leener         | P      | Tutti    |
| Dinamic Motorsport                 | Porsche 911 GT3 R           | 54  | Christian Engelhart      | P      | Tutti    |
| Dinamic Motorsport                 | Porsche 911 GT3 R           | 56  | Klaus Bachler            | P      | Tutti    |
| Dinamic Motorsport                 | Porsche 911 GT3 R           | 56  | Giorgio Roda             | P      | Tutti    |
| Attempto Racing                    | Audi R8 LMS Evo II          | 66  | Dennis Marschall         | P      | Tutti    |
| Attempto Racing                    | Audi R8 LMS Evo II          | 66  | Pieter Schothorst        | P      | Tutti    |
| Attempto Racing                    | Audi R8 LMS Evo II          | 99  | Alex Aka                 | S      | Tutti    |
| Attempto Racing                    | Audi R8 LMS Evo II          | 99  | Nicolas Schöll           | S      | Tutti    |
| Barwell Motorsport                 | Lamborghini Huracán GT3 Evo | 66  | Ben Barker               | PA     | 1        |
| Barwell Motorsport                 | Lamborghini Huracán GT3 Evo | 66  | Alex Malykhin            | PA     | 1        |
| AKKodis ASP Team                   | Mercedes-AMG GT3 Evo        | 86  | Petru Umbrarescu         | S      | Tutti    |
| AKKodis ASP Team                   | Mercedes-AMG GT3 Evo        | 86  | Igor Waliłko             | S      | Tutti    |
| AKKodis ASP Team                   | Mercedes-AMG GT3 Evo        | 87  | Thomas Drouet            | S      | Tutti    |
| AKKodis ASP Team                   | Mercedes-AMG GT3 Evo        | 87  | Casper Stevenson         | S      | Tutti    |
| AKKodis ASP Team                   | Mercedes-AMG GT3 Evo        | 88  | Jim Pla                  | P      | Tutti    |
| AKKodis ASP Team                   | Mercedes-AMG GT3 Evo        | 88  | Jules Gounon             | P      | 1, 3-4   |
| AKKodis ASP Team                   | Mercedes-AMG GT3 Evo        | 88  | Maximilian Götz          | P      | 2        |
| AKKodis ASP Team                   | Mercedes-AMG GT3 Evo        | 88  | Tristan Vautier          | P      | 5        |
| AKKodis ASP Team                   | Mercedes-AMG GT3 Evo        | 89  | Timur Boguslavskiy       | P      | Tutti    |
| AKKodis ASP Team                   | Mercedes-AMG GT3 Evo        | 89  | Raffaele Marciello       | P      | Tutti    |
| Madpanda Motorsport                | Mercedes-AMG GT3 Evo        | 86  | Ezequiel Pérez Companc   | S      | 5        |
| Madpanda Motorsport                | Mercedes-AMG GT3 Evo        | 86  | Fabian Schiller          | S      | 5        |
| Sky - Tempesta with GruppeM Racing | Mercedes-AMG GT3 Evo        | 93  | Eddie Cheever III        | S      | 1-4      |
| Sky - Tempesta with GruppeM Racing | Mercedes-AMG GT3 Evo        | 93  | Christopher Froggatt     | S      | 1-4      |
| Sky - Tempesta Racing by HRT       | Mercedes-AMG GT3 Evo        | 93  | Eddie Cheever III        | S      | 5        |
| Sky - Tempesta Racing by HRT       | Mercedes-AMG GT3 Evo        | 93  | Christopher Froggatt     | S      | 5        |
| JP Motorsport                      | McLaren 720S GT3            | 111 | Patryk Krupiński         | PA     | Tutti    |
| JP Motorsport                      | McLaren 720S GT3            | 111 | Christian Klien          | PA     | 1-3, 5   |
| JP Motorsport                      | McLaren 720S GT3            | 111 | Norbert Siedler          | PA     | 4        |
| JP Motorsport                      | McLaren 720S GT3            | 112 | Vincent Abril            | P      | 3-5      |
| JP Motorsport                      | McLaren 720S GT3            | 112 | Dennis Lind              | P      | 3-5      |
| Garage 59                          | McLaren 720S GT3            | 159 | Manuel Maldonado         | S      | Tutti    |
| Garage 59                          | McLaren 720S GT3            | 159 | Ethan Simioni            | S      | 1-4      |
| Garage 59                          | McLaren 720S GT3            | 159 | Nicolai Kjærgaard        | S      | 5        |
| Garage 59                          | McLaren 720S GT3            | 188 | Dean MacDonald           | PA     | Tutti    |
| Garage 59                          | McLaren 720S GT3            | 188 | Miguel Ramos             | PA     | Tutti    |
| Imperiale Racing                   | Lamborghini Huracán GT3 Evo | 663 | Albert Costa             | P      | 4        |
| Imperiale Racing                   | Lamborghini Huracán GT3 Evo | 663 | Alberto di Folco         | P      | 4        |
| LP Racing                          | Lamborghini Huracán GT3 Evo | 888 | Jonathan Cecotto         | S      | 4        |
| LP Racing                          | Lamborghini Huracán GT3 Evo | 888 | Mattia di Giusto         | S      | 4        |

| Icona | Classe     |
| ----- | ---------- |
| P     | Pro Cup    |
| S     | Silver Cup |
| PA    | Pro-Am Cup |